# 퇴쾨이 임레

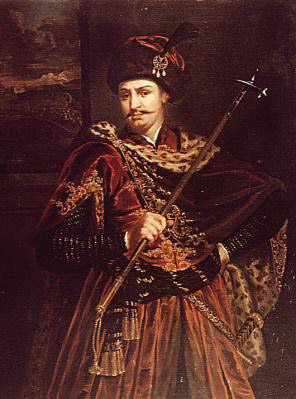
퇴쾨이 임레

퇴쾨이 임레(헝가리어: Thököly Imre, 1657년 9월 25일 ~ 1705년 9월 13일)는 헝가리 귀족이자 아버지 이슈트반 백작과 마찬가지로 반합스부르크 봉기의 지도자였다. 1682년부터 1685년까지 오스만 제국의 속국인 상헝가리의 왕자였으며, 1690년에는 잠시 트란실바니아의 왕자이기도 했다. 오스만 제국과 동맹을 맺은 퇴쾨이 임레는 1683년 빈 전투에서 오스만 제국을 지원했고, 1697년 젠타 전투에서 오스만 기병대를 지휘했다. 합스부르크 황제 레오폴트 1세에게 항복하기를 거부한 퇴쾨이 임레는 상헝가리의 공국을 잃고 결국 콘스탄티노플 근처 갈라타로 물러났으며, 무스타파 2세로 부터 대규모 영지를 받았다.

## 유산
그의 동상은 유네스코 세계유산인 회쇠크 광장에 있다. 서거 300주년을 맞아 이즈미트의 한 거리에 그의 이름이 붙여졌다. 그와 그의 아내를 기리는 기념비도 이즈미트의 한 공원에 있다.

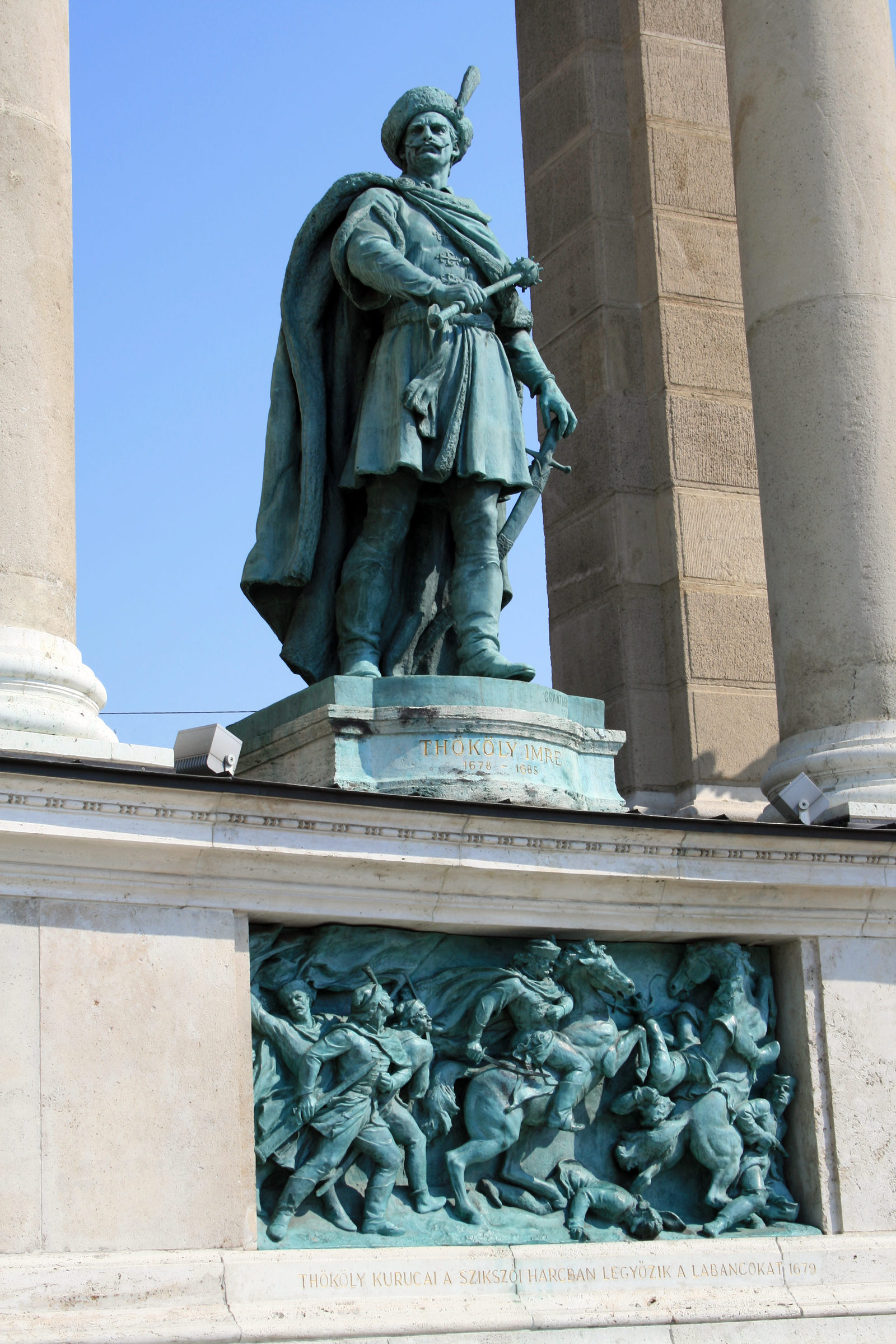
회쇠크 광장의 퇴쾨이 임레 동상
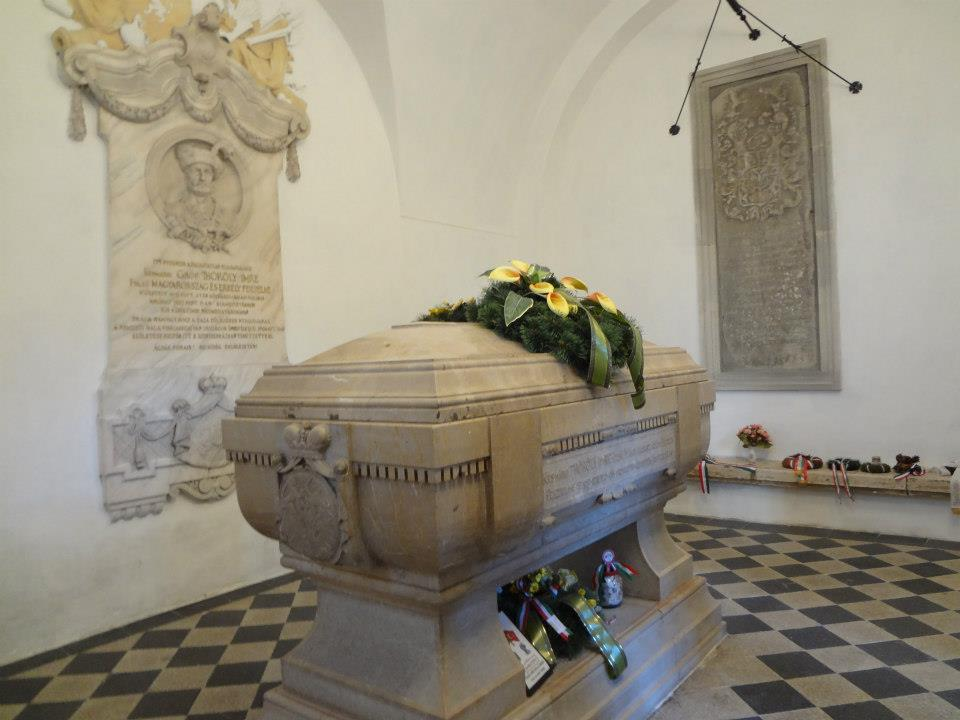
케주마로크의 퇴쾨이 임레 무덤